# Neoniphon marianus
El carajuelo mariano, en algunos lugares llamado candil de fondo o mariano, es la especie Neoniphon marianus, un pez marino de la familia holocéntridos, distribuida por el océano Atlántico oeste-central, desde Florida (EE. UU.) hasta Trinidad y Tobago, por las Antillas y mar Caribe.
Se pesca, pero con escaso valor comercial en los mercados, aunque se suele usar como cebo para la pesca.

## Anatomía
Cuerpo esbelto de hasta 18 cm, presentando la espina de la aleta dorsal una banda ancha amarilla a lo largo de los lados medio y bajo. La aleta dorsal presenta 11 espinas y una docena de radios blandos, la aleta anal 4 espinas y 9 radios blandos; el color es rayado con rojo, amarillo y plata, a menudo el tercio anterior del cuerpo es más amarillo que el resto.

## Hábitat y biología
Vive en aguas marinas de clima tropical, asociado a arrecifes, rara vez se le encuentra cerca de la superficie y prefiere una profundidad entre 30 y 60 m.